# Arie Selinger

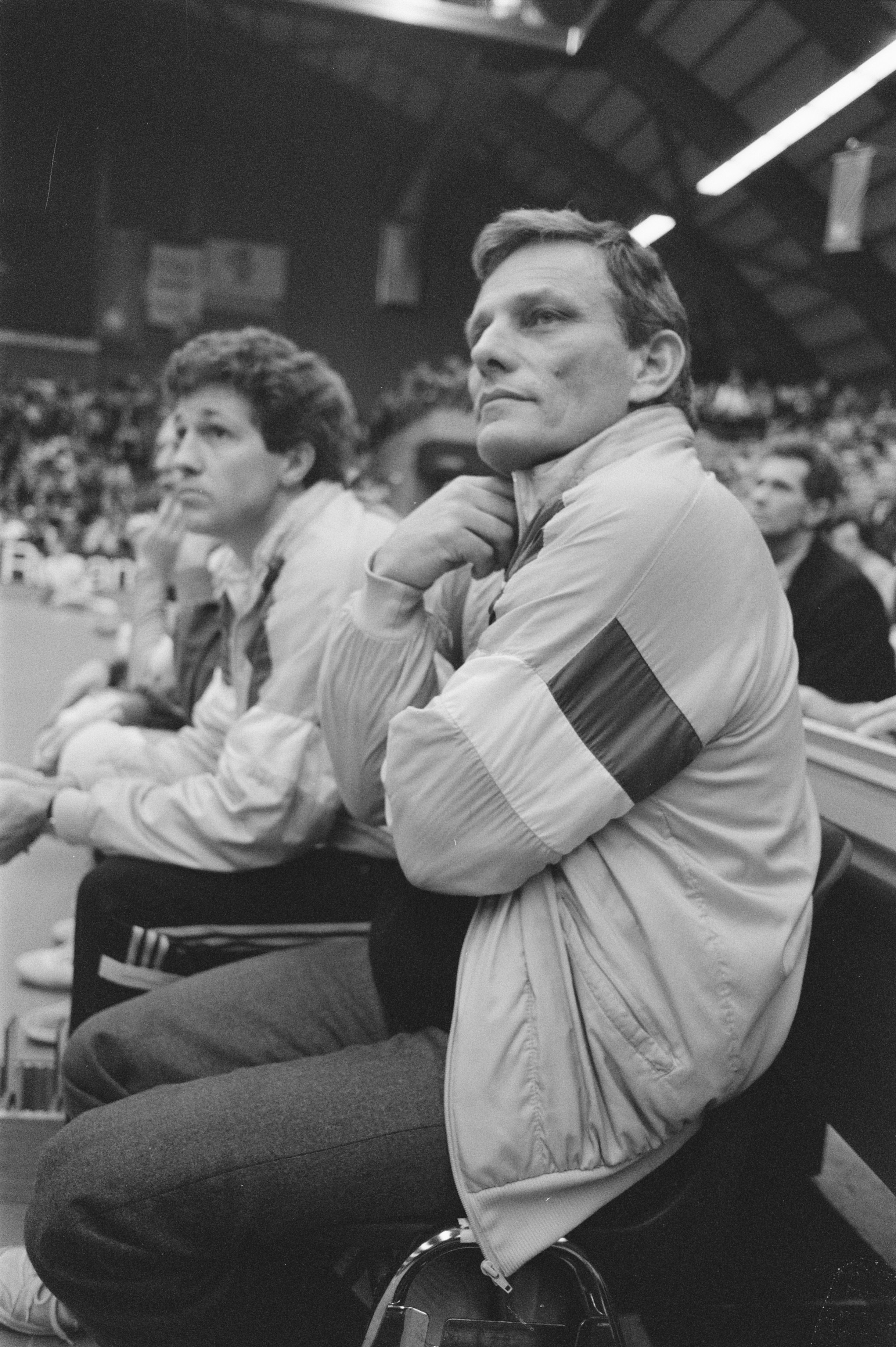
Selinger 1988 in Amsterdam

Arie Selinger (* 5. April 1937 in Krakau, Polen) ist ein israelischer Volleyballtrainer.

## Leben
Selinger wurde in Polen geboren und war in den Jahren 1942 bis 1945 im KZ Bergen-Belsen inhaftiert, bevor er nach Palästina auswanderte. Er war Mitglied der israelischen Volleyball-Nationalmannschaft von 1954 bis 1963 und bis 1969 ein aktiver Spieler der ersten Liga.
Als Trainer der israelischen Frauen-Volleyball-Nationalmannschaft in den 1960er Jahren führte Selinger neue Arten von schnelleren Offensivsystemen ein, darunter Kreuz- und Kombinationsangriffe.
1975 übernahm er die Position des Cheftrainers für das US-amerikanische Frauen-Volleyballteam. Unmittelbar vor dem Boykott der Olympischen Spiele 1980 in Moskau durch die westlichen Nationen hatte Selinger mit seinem Team einen Goldmedaillenfavoriten für die bevorstehenden Spiele. Aber das amerikanische Team weigerte sich auf Anweisung des US-Präsidenten Jimmy Carter, in diesem Jahr an den Start zu gehen.
Vier Jahre später gewann Selingers US-Team 1984 in Los Angeles die Silbermedaille und damit die erste olympische Volleyball-Medaille für eine US-amerikanische Frauenmannschaft. 1992 in Barcelona gewann die von Selinger trainierte niederländische Männer-Volleyballmannschaft die olympische Silbermedaille. Von 1992 bis 2006 trainierte er die japanische Frauen-Nationalmannschaft und von 2007 bis 2016 erneut die israelischen Frauen.
1995 wurde Selinger in die „Volleyball Hall of Fame“ aufgenommen.

## Werk
- Arie Selinger's Power Volleyball (Hrsg. Arie Selinger und Joan Ackermann-Blount). Verlag: St Martins Pr, 1987, ISBN 978-0-312-04916-4 oder ISBN 978-0-312-04915-7.

| Personendaten    | Personendaten                  |
| ---------------- | ------------------------------ |
| NAME             | Selinger, Arie                 |
| KURZBESCHREIBUNG | israelischer Volleyballtrainer |
| GEBURTSDATUM     | 5. April 1937                  |
| GEBURTSORT       | Krakau, Polen                  |